# Бюхнер, Женевьев
Женевьев Бюхнер (англ. Genevieve Buechner; род. 1991) — канадская актриса.

## Биография
Женевьев Бюхнер родилась 10 ноября 1991 года в Эдмонтоне (Канада).
Отчим Женевьев — канадский фолк-музыкант Джефф Бернер, бабушка — актриса, а мать — рок-музыкант. Актёрскому мастерству Женевьев начала обучаться с трёх лет. Брала курсы актёрского мастерства в Ванкуверском театре юного зрителя. После окончания курсов Женевьев гастролировала вместе с театром.
В 2002 году была приглашена на роль Моники в фильме «Святая Моника».

## Фильмография
- 2002 — Святая Моника — Моника
- 2002 — Иеремия — Чайна
- 2002 — Мёртвая зона — Эми Грантфорк
- 2003 — Дьявольский ветер — Кара в детстве
- 2004 — Окончательный монтаж — Изабель Баннистер
- 2004 — Семейные грехи — Мари в детстве
- 2005 — Дворецкий Боб — Тесс Джемисон
- 2005 — Мастера ужасов — Анна в детстве
- 2005 — Сверхъестественное — Лили Шумэйкер
- 2006 — Спасение — Джен Гудмэн
- 2008 — Гадюки — Мегэн Мартин
- 2009 — Тело Дженнифер — Мэдисон/вторая готка
- 2009 — Станцуй на моей свадьбе — Женевьев
- 2009 — Каприка — Тамара Адама
- 2014—2015 — 100 — Фокс
- 2015—н. в. — Нереально — Мэдисон